# Bruno Ahlberg
Bruno Ahlberg est un boxeur finlandais né le 23 avril 1911 à Espoo et mort le 9 février 1966 à Helsinki.

## Carrière
Champion de Finlande de boxe amateur en 1932 et 1933 dans la catégorie poids welters, il remporte la médaille de bronze aux Jeux de Los Angeles en 1932 dans cette même catégorie. Après avoir battu Tony Mancini puis Luciano Fabbroni, Ahlberg s'incline en demi-finale contre l'allemand Erich Campe. Il participe également aux Jeux de Berlin quatre ans plus tard en poids moyens mais sans succès puis passe professionnel en 1937 avec des résultats mitigés : son palmarès est de 11 victoires, 8 défaites et 6 matchs nuls.

## Palmarès

### Jeux olympiques
- Jeux olympiques de 1932 à Los Angeles[1] (poids welters)